# ラドスラヴ・チェルニク
ラドスラヴ・チェルニク (セルビア語キリル・アルファベット: Радослав Челник, ハンガリー語: Radoszláv Cselnik　生没年不詳)、もしくはヴォイヴォダ・ライコ (војвода Рајко)は、セルビアの軍人。ヴォイヴォディナで皇帝を名乗ったヨヴァン・ネナドのセルビア人部隊の司令官であったが、1527年にネナドが暗殺されたのちにバチュカとスレムを支配し、オスマン帝国に接近した。スランカメンを本拠地として、「シルミア公（スレム公）」を名乗りオスマン帝国とハンガリー王国の間を行き来した。

## 生涯
ラドスラヴはオラホヴィカ（現クロアチア）出身である。

### ヨヴァン・ネナド麾下
ラドスラヴはヨヴァン・ネナドの配下の一人だった。ネナドは1526年にオスマン帝国が征服していたハンガリー南部やセルビア北部（現在のヴォイヴォディナ）を奪った。この時ラドスラブはソンタ近くのベルゾンド市の支配を任された。1527年、ネナドはオーストリア大公フェルディナント1世と組んで東ハンガリー王国のヤーノシュ1世の軍を破り、セルビア人の皇帝（ツァーリ）を名乗り、その軍勢は1527年初頭の時点で1万5000人にまで膨れあがった。この頃のラドスラヴは近衛隊長にして総司令官の地位にあった。
1527年7月にセードファルヴァの戦いでネナドが敗死し、その帝国が瓦解すると、ラドスラヴは2000の兵を率いて上ポドゥナヴィレに勢力を張った。バチュカやスレムのネナド残党を吸収したラドスラヴは、オスマン帝国の軍門に下った。

### スレム統治
ラドスラヴはシルミア（スレム）公を名乗り、スランカメンに居を置いてオスマン帝国の属国としてスレムを支配した。
同時にラドスラヴはハプスブルク家とも通じていたが、間もなくオスマン帝国に感づかれた。フェルディナント1世はラドスラヴに大きな期待を寄せ居ていた。オスマン軍がスレムを通過する際にはラドスラヴ軍はハプスブルク家領に入り、オスマン軍が退くとラドスラヴもスレムに帰還した。 1530年、ラドスラヴはオスマン帝国への従属破棄と、ハプスブルク家の支配下にはいることを宣言した。

### ハプスブルク領ハンガリーへの撤退
1532年にオスマン帝国がスレムを征服すると、ラドスラヴはスラヴォニアに撤退し、ヴコヴァル近くのネボイスで余生を過ごした。オスマン帝国による征服後、多くのセルビア人が王領ハンガリーに亡命した。

## 文化的影響
ラドスラヴはセルビアの叙事詩Margita devojka i vojvoda Rajko (Маргита девојка и војвода Рајко)の中に歌われている。